# Miconia umbriensis
Miconia umbriensis är en tvåhjärtbladig växtart som beskrevs av John Julius Wurdack. Miconia umbriensis ingår i släktet Miconia och familjen Melastomataceae.
Artens utbredningsområde är Colombia. Inga underarter finns listade i Catalogue of Life.